# فرودگاه شهری آرلینگتون (تگزاس)
فرودگاه شهری آرلینگتون (تگزاس) (به انگلیسی: Arlington Municipal Airport (Texas)) یک فرودگاه همگانی بهره‌برداری هوایی است که یک باند فرود بتن دارد و طول باند آن ۱۸۵۳ متر است. این فرودگاه در شهر آرلینگتون، تگزاس کشور ایالات متحده آمریکا قرار دارد و در ارتفاع ۱۹۱ متری از سطح دریا واقع شده‌است.